# Csüecsiao műhold
A Csüecsiao (Queqiao) egy kínai műhold, amit 2018. május 21-én bocsátottak fel.  Nevének jelentése: „szarka híd”. 
Az L2 Lagrange-pontban helyezkedik el, ami lehetővé teszi számára, hogy a Földről folyamatosan látható legyen, ugyanakkor a Hold túlsó oldalát meg tudja figyelni.
A Hold túlsó oldala a rádiócsillagászat számára azért jelentős, mert mentes a légköri és ember általi zavaroktól. A Földre nem érkeznek le a 30 MHz alatti rádiófrekvenciák, mivel azokat a légkör elnyeli. Ugyanakkor ezek a rádióhullámok fontos információt tartalmaznak a korai univerzumról. A Hold túlsó oldala ideális hely a 21 cm-es hidrogénvonalak tanulmányozására, ami lehetővé teszi a galaxisok tömegének és mozgásának meghatározását, továbbá betekintést nyújt a „kozmológiai sötét korszak”-ba, ami az Ősrobbanás és az első csillagok keletkezése között zajlott le.
A Csüecsiao rendelkezik egy olyan holland építésű antennával, ami lehetővé teszi az 1-80 MHz közötti frekvenciájú rádióhullámok vételét.
A Csüecsiao két mikroműholdat is magával visz, amik a Hold körül elliptikus pályára állnak, és rádiócsillagászati kísérleteket végeznek. A mikroműholdak kis mérete miatt a megfigyelési időszak minden keringés során mindössze 10 perc a Hold túlsó oldala fölött, és az adatok továbbítása a Földre 20 percbe telik.
A Csüecsiao másik fontos feladata, hogy lehetővé tegye a 2018-ban indítandó Csang-o–4 (Holdistennő-4) leszállóegység felé parancsok kiadását, illetve hogy annak adatait továbbítani tudja a Föld felé. A Csang-o–4 a Hold déli sarkának közelében, az Aitken medencében száll le, és az első olyan holdjáró lesz, ami képes az alacsony frekvenciájú rádióhullámokat elemezni.